# 해리 레드냅
헨리 제임스 "해리" 레드냅(영어: Henry James "Harry" Redknapp, 1947년 3월 2일 ~ )은 잉글랜드의 축구 감독이다.
그는 AFC 본머스, 웨스트 햄 유나이티드 FC, 포츠머스 FC, 사우샘프턴 FC, 토트넘 홋스퍼 FC, 퀸즈파크 레인저스 FC를 지도하였다. 그가 포츠머스 FC를 지도하던 2번째 시즌에 그는 팀의 2008년 FA컵 우승을 견인하였다.
그의 아들 제이미 레드냅은 그의 지도 아래 AFC 본머스와 사우샘프턴 FC에서 활동했다. 또한 그는 프랭크 램퍼드의 이모부로서, 램퍼드는 그의 지도하에 웨스트 햄 유나이티드 FC에서 활동했다.

## 수상 경력

### 선수

#### 잉글랜드
- UEFA U-18 유로 : 1964

### 감독

#### 본머스
- 풋볼 리그 서드 디비전 (1): 1986–1987
- 풋볼 리그 트로피 (1): 1983–84

#### 웨스트햄 유나이티드
- UEFA 인터토토컵 (1): 1999

#### 포츠머스
- 풋볼 리그 1부 (1): 2002–03
- FA 컵 (1): 2007–08

#### 퀸즈 파크 레인저스
- 챔피언십 플레이오프 : 2014

### 개인 수상
- 프리미어리그 올해의 감독 (1): 2009–10
- 이달의 프리미어리그 감독 (8): 1998년 11월, 2004년 4월, 2004년 10월, 2005년 3월, 2006년 4월, 2009년 8월, 2011년 9월, 2011년 11월